# Gare de Berlin Storkower Straße
La gare de Berlin Storkower Straße est une gare ferroviaire à Berlin, dans le quartier de Prenzlauer Berg. 
Elle a été inaugurée en 1881 sur le Ringbahn, la ceinture périphérique de Berlin. Elle est desservie d'une part par les lignes S41 et S42 du réseau S-Bahn, d'autre part par les lignes S8 et S85 qui relient le nord au sud-est de la ville.

## Histoire
La gare ouvre le 4 mai 1881. Auparavant, le Ringbahn est élargi à quatre voies en 1876 à hauteur du nouvel abattoir central (Zentralviehhof) de Berlin. Lors de la première reconstruction en 1903, les quais latéraux sont reconstruites pour devenir une plate-forme centrale. Elle fait partie du réseau de la S-Bahn de Berlin depuis le 1er février 1929.

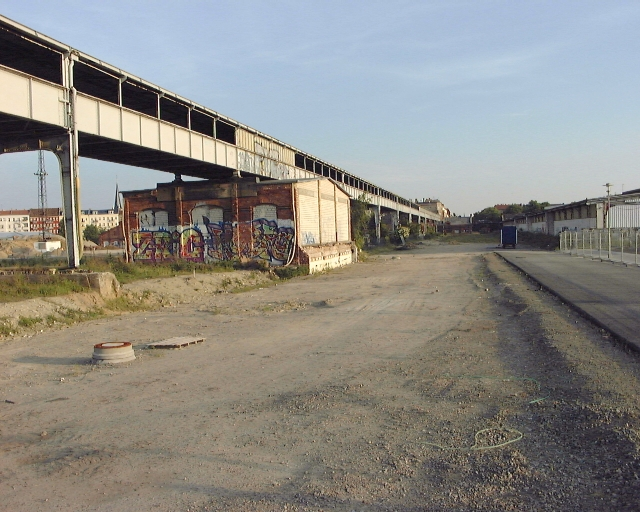
La passerelle avant sa démolition en 2002.

La plate-forme centrale est initialement reliée par un tunnel à l'abbatoir au sud. En 1937, on commence à construire la plus longue passerelle piétonne de Berlin qui doit relier le quartier résidentiel sur l'Eldenaer Straße dans le quartier voisin de Friedrichshain. Ce pont piétonnier est achevé en 1939 et a initialement une longueur de 420 mètres, surnommé la « longe plainte » (Langer Jammer) en berlinois. La voie passe 7 m au-dessus du terrain de l'abattoir. Le tunnel ne sert plus qu'au personnel de l'abattoir.
Après la Seconde Guerre mondiale, la gare est rouverte en août 1945, mais uniquement pour les forces d'occupation soviétiques, qui installent un entrepôt de trophées de guerre sur le site de l'abattoir. En novembre 1947, la gare est fermée, les trains y circulent sans arrêt. Ce n'est qu'après la restauration de la passerelle qu'elle peut être remise en service le 25 juillet 1951. En 1976 et 1977, la passerelle est étendue au nord jusqu'à la nouvelle zone résidentielle de Fennpfuhl, et fait alors 505 m de long. Le 15 octobre 1977, la gare prend le nom de Storkower Straße, d'après la rue sur laquelle elle se trouve. En 1986, le tunnel vers l'abattoir est finalement fermé.
Après la réunification allemande en 1990, l'abattoir a dû cesser définitivement toutes ses activités. Plus tard, des bâtiments résidentiels sont construits sur le site. En 2002, une section de 300 m de la passerelle est démolie après la création d'un nouvel accès public à la passerelle vers l'ancien site d'abattoir situé du côté sud-ouest de la gare. L'extrémité la plus méridionale du pont de l'Eldenaer Straße, devenue inopérante, reste pendant quelques années pour des raisons de protection des monuments et est démolie en 2006. La partie sud restante est maintenant un bâtiment classé.

## Service des voyageurs

### Intermodalité
La gare est en correspondance avec des lignes d'omnibus de la Berliner Verkehrsbetriebe.